# Dumitru Răducanu
Dumitru Răducanu (født 19. juli 1967 i Bukarest, Rumænien) er en rumænsk tidligere roer og olympisk guldvinder.
Răducanu vandt (som styrmand) sølv ved OL 1984 i Los Angeles i disciplinen toer med styrmand. Otte år senere, ved OL 1992 i Barcelona blev han olympisk mester i firer med styrmand, mens han ved de samme lege var med til at vinde en bronzemedalje i toer med styrmand. Han deltog også ved OL 2000 i Sydney.
Răducanu vandt desuden seks VM-medaljer, heriblandt en guldmedalje i firer med styrmand ved VM 1996 i Skotland.

## OL-medaljer
- 1992:  Guld i firer med styrmand
- 1984:  Sølv i toer med styrmand
- 1992:  Bronze i toer med styrmand